# Marcus Morton
Marcus Morton (1784-6 de febrero de 1864) fue un abogado, jurista y político estadounidense de Taunton, Massachusetts. Sirvió dos períodos como gobernador de Massachusetts y varios meses como gobernador interino después de la muerte en 1825 de William Eustis. Sirvió durante 15 años como Juez Asociado en la Corte Suprema de Massachusetts, mientras se presentaba como candidato sin éxito por el partido demócrata para gobernador. Finalmente ganó las elecciones de 1839, obteniendo exactamente el número de votos necesarios para una victoria sobre Edward Everett. Después de perder las elecciones de 1840 y 1841, fue elegido en una difícil victoria en 1842. 
El Partido Demócrata de Massachusetts estaba muy dividido, lo que contribuyó a la larga racha perdedora de Morton. Sin embargo, sus breves períodos de ascenso no dieron lugar a reformas concretas apoyadas por los demócratas, ya que los Whigs dominantes revirtieron la mayoría de los cambios aprobados durante sus mandatos. Un opositor a la expansión de la esclavitud, se separó de su viejo amigo John C. Calhoun en este tema y terminó dejando el partido para el movimiento Suelo Libre. Fue considerado por Martin Van Buren como un posible vicepresidente en 1848.

## Primeros años
Morton nació en East Freetown, Massachusetts, en 1784, hijo único de Nathaniel y Mary (Cary) Morton. Las fuentes informan que su día de nacimiento es el 19 de febrero o el 19 de diciembre. La lápida de Morton usa la fecha del 19 de febrero. Su padre era un agricultor políticamente activo, que sirvió durante un tiempo en el Consejo del Gobernador. Morton obtuvo su educación de la primera infancia en casa e ingresó a la edad de catorce años en la academia del reverendo Calvin Chaddock en Rochester, Massachusetts.
En 1801, Morton fue aceptado en la Universidad Brown en la clase de segundo año y se graduó en 1804. Durante su tiempo en Brown, adoptó los ideales de Jefferson, haciendo un discurso franco antifederalista en su graduación. Luego estudió derecho en Taunton durante un año en la oficina del juez Seth Padelford, luego de ingresar a la escuela de derecho Tapping Reeve en Litchfield, Connecticut. Allí, fue compañero de escuela de John C. Calhoun, quien se desempeñó como mentor y amigo durante muchos años. Al regresar a Taunton, fue aceptado en la Orden del Condado de Norfolk en 1807 y abrió un bufete de abogados. En diciembre de ese año, se casó con Charlotte Hodges, con quien tuvo doce hijos. Más tarde recibió títulos honorarios de Brown (1826) y Harvard (1840).

## Entrada en la política
Morton perfeccionó sus habilidades políticas en Taunton, a menudo hablando en contra del federalismo, que dominaba la política de Massachusetts. En 1808, el gobernador James Sullivan le ofreció el cargo de fiscal general del condado de Bristol, pero no lo aceptó porque su profesor, el juez Padelford, aún lo ocupaba. Sin embargo, aceptó el puesto cuando se lo ofreció en 1811 en lugar de Elbridge Gerry.
Morton fue nominado por los republicanos demócratas para postularse al Congreso en 1814, pero perdió por un amplio margen ante Laban Wheaton en lo que entonces se consideraba un distrito fuertemente federalista. Dos años después, sorpresivamente, salió victorioso en la revancha contra Wheaton, a pesar de la fuerza federalista de otros candidatos. Morton fue reelegido en 1818, pero perdió por poco frente a Francis Baylies en 1820. En el Congreso, apoyó a Andrew Jackson, cuyas acciones en las Guerras Seminolas estaban siendo examinadas y se opuso al Compromiso de Missouri. Morton se opuso personalmente a la esclavitud, pero no transmitió sus decisiones políticas hasta más tarde en la vida; prefería centrar sus esfuerzos en otras prioridades. A pesar de ello, sus declaraciones escritas sobre la esclavitud se convertirían en un tema de debate polémico cuando los grupos del Partido Demócrata intentaran usarlas contra él en la década de 1840. En estos primeros años, también fue un defensor del libre comercio. Al igual que muchos políticos de Massachusetts, más tarde adoptó una fuerte postura proteccionista, llamando al período inicial "el más lamentable... de mi vida".

## Tribunal Supremo de Justicia y candidaturas para gobernador

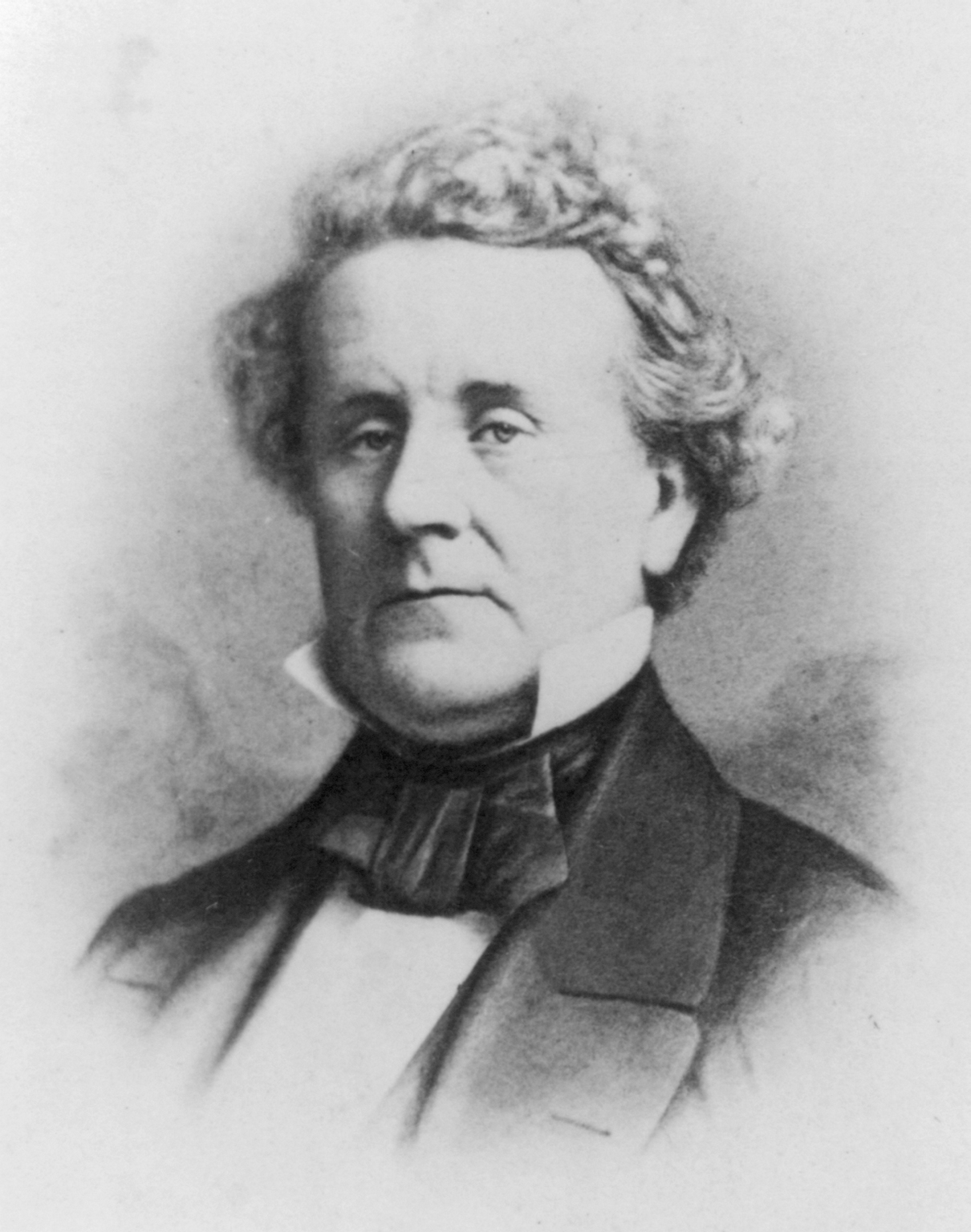
Levi Lincoln, Jr., quien nombró a Morton para la Corte Suprema de Massachusetts, pero pronto se convirtió en un opositor político

En 1823, Morton fue elegido miembro de la Junta de Gobernadores de Massachusetts, y al año siguiente fue elegido Vicegobernador, ejerciendo bajo el Gobierno Republicano de William Eustis. Cuando Eustis murió en el cargo en febrero de 1825, Morton se desempeñó como gobernador interino hasta las elecciones unos meses después. Dado que las elecciones de 1824 prácticamente eliminaron al Partido Federalista como una fuerza en el estado, los Federalistas y Republicanos adinerados se unieron a lo que se conoció como el Partido Republicano Nacional (predecesor de los Whigs). Morton no estuvo de acuerdo con esta tendencia (llamando a los ciudadanos republicanos "aristócratas"), prefiriendo la democracia al estilo Jacksoniano, y se negó a postularse para gobernador en 1825. Sin embargo, prevaleció para postularse nuevamente para el puesto de vicegobernador, y ganó el cargo, ejerciendo bajo el gobierno de Levi Lincoln, Jr., quien había sido nominado por los republicanos y una coalición federalista. Morton no estaba satisfecho con lo que llamó el elitismo whig (acusó a Lincoln en 1830 de ser una "herramienta de la aristocracia del dinero") y renunció como vicegobernador. Lincoln rápidamente nombró a Morton como Juez Asociado de la Corte Suprema de Massachusetts (STJ), un cargo que ocuparía hasta 1840.

### Jurisprudencia
Morton fue el único demócrata en el STJ, todos los otros jueces fueron nombrados por los federalistas. A pesar de esto, Morton tomó algunas decisiones notorias. Compuso la decisión judicial de Charles River Bridge v. Warren Bridge, un caso que terminó en la Corte Suprema de los Estados Unidos. Los demandantes eran dueños del Puente Charles River, un puente con peaje construido entre Boston y Charlestown en 1786, y los demandados poseían un puente en competencia para el cual el estado había emitido una carta en 1828. Los demandantes argumentaron que la carta del acusado violó su carta, en la que alegaron que el estado les otorgó el derecho exclusivo para controlar el cruce. El STJ se dividió 2 a 2 y desestimó el caso para que pudiera ser escuchado por la Corte Suprema. Morton formuló la decisión a favor de los acusados, subrayando que, si el Estado otorgara un derecho exclusivo, debería hacerlo explícitamente, y no lo hizo en este caso. Este razonamiento fue confirmado en 1837 por el Tribunal Supremo de Taney.
En 1838, Morton fue el único disidente en la Commonwealth v. Kneeland, la última vez en el país que alguien fue condenado por blasfemia. Abner Kneeland, exministro universalista vitriólico que se convirtió en panteísta, hizo declaraciones que los cristianos consideraban ofensivas. Sentenciado por el tribunal, Kneeland apeló y otros dos juicios altamente politizados terminaron en un punto muerto antes de que se confirmara la condena en apelación. El STJ completo reanudó el caso en marzo de 1836. Kneeland, en representación de sí mismo, argumentó que las declaraciones que hizo no alcanzaron el nivel especificado por la ley y argumentó que la ley violó la Primera Enmienda a la Constitución de los Estados Unidos. El presidente del tribunal, Lemuel Shaw, escribiendo para la mayoría de la corte, descubrió que el discurso de Kneeland cumplía con la definición legal de blasfemia y, por interpretación estricta, descubrió que la ley no violaba la libertad de expresión y las protecciones religiosas de la constitución estatal. En su defensa, Morton defendió una lectura más liberal del Artículo 2 de la constitución estatal (que trataba de las libertades religiosas) y argumentó que todos "tienen el derecho constitucional de discutir el tema de Dios, de afirmar o negar su existencia. No puedo aceptar que un hombre pueda ser castigado por hacer deliberadamente lo que tiene el derecho legal de hacer". El gobernador Edward Everett se negó a perdonar a Kneeland, quien cumplió sesenta días en prisión. El caso es ahora uno de los casos estadounidenses más citados sobre blasfemia.

### Candidato permanente para el gobierno
La situación política a fines de la década de 1820 y 1830 fue bastante fluida. Los demócratas estaban muy divididos, con tres grandes grupos compitiendo entre sí por el control del sistema de partidos. La base de apoyo de Morton consistía principalmente en agricultores, trabajadores industriales y astilleros e inmigrantes recientes. Un segundo grupo, dominado por Theodore Lyman, consistía en comerciantes e intereses costeros ricos, opuestos a los intereses del Partido Whig. El tercer grupo, que controló con éxito el sistema de partidos en sus primeros años, fue dirigido por David Henshaw, quien se había separado del grupo de John Quincy Adams por aspectos políticos de la controversia del puente. Henshaw fue la principal fuerza organizadora del partido, mientras que Morton se convirtió en un candidato permanente para el gobierno, y se postuló para el cargo todos los años desde 1828 hasta 1843. El partido fue apoyado en sus esfuerzos de organización por el amigo de Morton, John Calhoun, quien se desempeñó como Vicepresidente de Adams y Jackson. Morton no hacía campaña abiertamente, sensible a mantener la apariencia de neutralidad como juez.

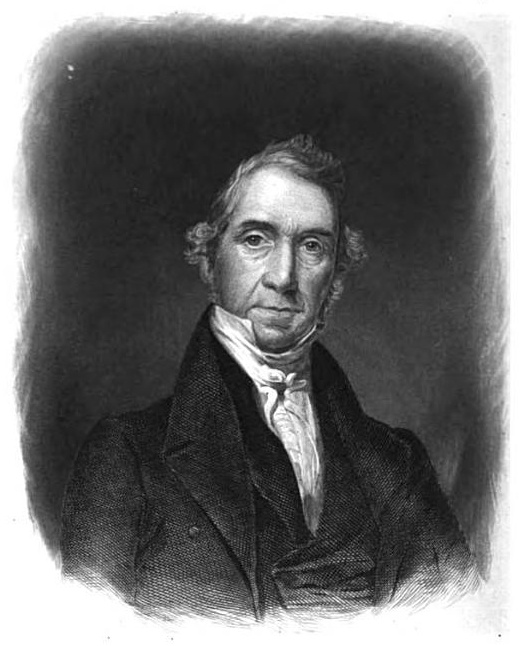
Retrato esculpido de Morton

Morton nunca pudo hacer avances electorales significativos en las mayorías de Lincoln en los años en que ocupó el cargo de gobernador (1825 a 1834). Esto se debió principalmente a que la oposición a los nacionales republicanos se había fragmentado, ejemplificada por el Partido Puente Libre y el Partido Antimasónico, ese partido, en particular, retiró un número significativo de votos demócratas en las elecciones de 1832. A pesar de los intentos de los republicanos y los demócratas de atraer a los antimasones a su grupo, ninguno de los dos tuvo éxito. Morton era moderadamente antimasón, pero Henshaw era un masón y aparentemente Morton no reconocía el poder potencial de los antimasones, a pesar de su importante despliegue electoral. Como resultado, los demócratas no tenían poder de voto para derrocar a los ciudadanos republicanos. Los demócratas también se dividieron en 1832 y 1833, cuando el Partido de los Trabajadores recibió apoyo, atacando a los dos partidos más grandes por su falta de atención a los problemas laborales. Morton estaba muy desanimado por sus repetidos fracasos que consideraba abandonar su búsqueda del gobierno en 1832, sin embargo, Henshaw lo convenció de continuar. En 1831, Morton rompió con su amigo John Calhoun sobre su apoyo a la anulación, que Morton creía que se basaba en su apoyo a la esclavitud. Esto también causó desacuerdos en el Partido Demócrata de Massachusetts, con Henshaw del lado de Calhoun y los demócratas del sur.
Morton, lo más cerca que estuvo de ganar antes de 1839 fue en las elecciones de 1833, cuando Lincoln renunció. En una candidatura de cuatro partidos que involucró al congresista de Worcester John Davis (candidato a Republicano Nacional) y John Quincy Adams (candidato a antimason) como sus principales opositores (junto con un candidato de los trabajadores), ninguno de los candidatos recibió la mayoría necesaria. La legislatura estatal eligió a Davis, el candidato más votado, después de que Adams se retirara a favor de Davis.

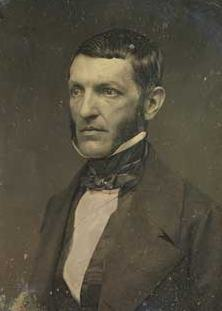
George Bancroft, historiador y organizador del Partido Demócrata de Massachusetts

A fines de la década de 1830, los activistas por la abolición de la esclavitud se habían convertido en una poderosa fuerza política en el estado. Los whigs y los demócratas (incluido Morton) habían evitado el problema en pos de otros objetivos políticos, pero los abolicionistas comenzaron a solicitar regularmente declaraciones formales de los candidatos al puesto sobre el tema. Se sabe que Morton estuvo personalmente en contra de la esclavitud y ganó votos en las elecciones de 1837 y 1838 a pesar de las vacilantes respuestas que dio a estas solicitudes. Su oponente en estas elecciones, Edward Everett, también se opuso a la esclavitud, pero en 1826 pronunció un discurso comprensivo sobre los derechos de los propietarios de esclavos, que se usó contra él. El grupo de Morton dentro del Partido Demócrata también ganó fuerza debido a la habilidad organizativa del historiador George Bancroft, y a los movimientos exitosos liderados por Morton para cambiar los métodos por los cuales los líderes de los partidos de nivel inferior eran elegidos. David Henshaw renunció a su posición políticamente importante como colector en el puerto de Boston en 1837, comenzando una pelea dentro del partido por este valioso apoyo. Morton fue uno de varios posibles beneficiarios, pero terminó rindiéndose, sugiriendo que fuera a George Bancroft. Bancroft, de la parte occidental del estado, atrajo el apoyo de los trabajadores para el grupo demócrata.

## Gobernador
En las elecciones de 1839, surgió un problema no relacionado que finalmente le dio a Morton una victoria. La legislatura Whig aprobó un proyecto de ley promovido por activistas de la templanza que prohibía la venta de bebidas alcohólicas en cantidades menores a 15 galones estadounidenses (57 litros); Este servicio fue efectivamente prohibido en bares. El proyecto de ley fue visto por muchos como un ejemplo de elitismo de clase por los whigs. La votación estuvo tan cerca que se realizó un recuento y se examinaron cuidadosamente las papeletas. Una boleta que se le dijo a Morton contenía el garabato "Maccus Mattoon"; A pesar de los esfuerzos de los partidarios de Whigs para negar que el escritor tuviera la intención de votar por Morton, no se encontró a esa persona en ningún lugar del estado. Everett amablemente se negó a persistir en disputar el voto y Morton fue declarado ganador con 51 034 votos (exactamente un voto más que la mitad de todos los votos) a 50 725 para Everett, con otros 307 votos dispersos.

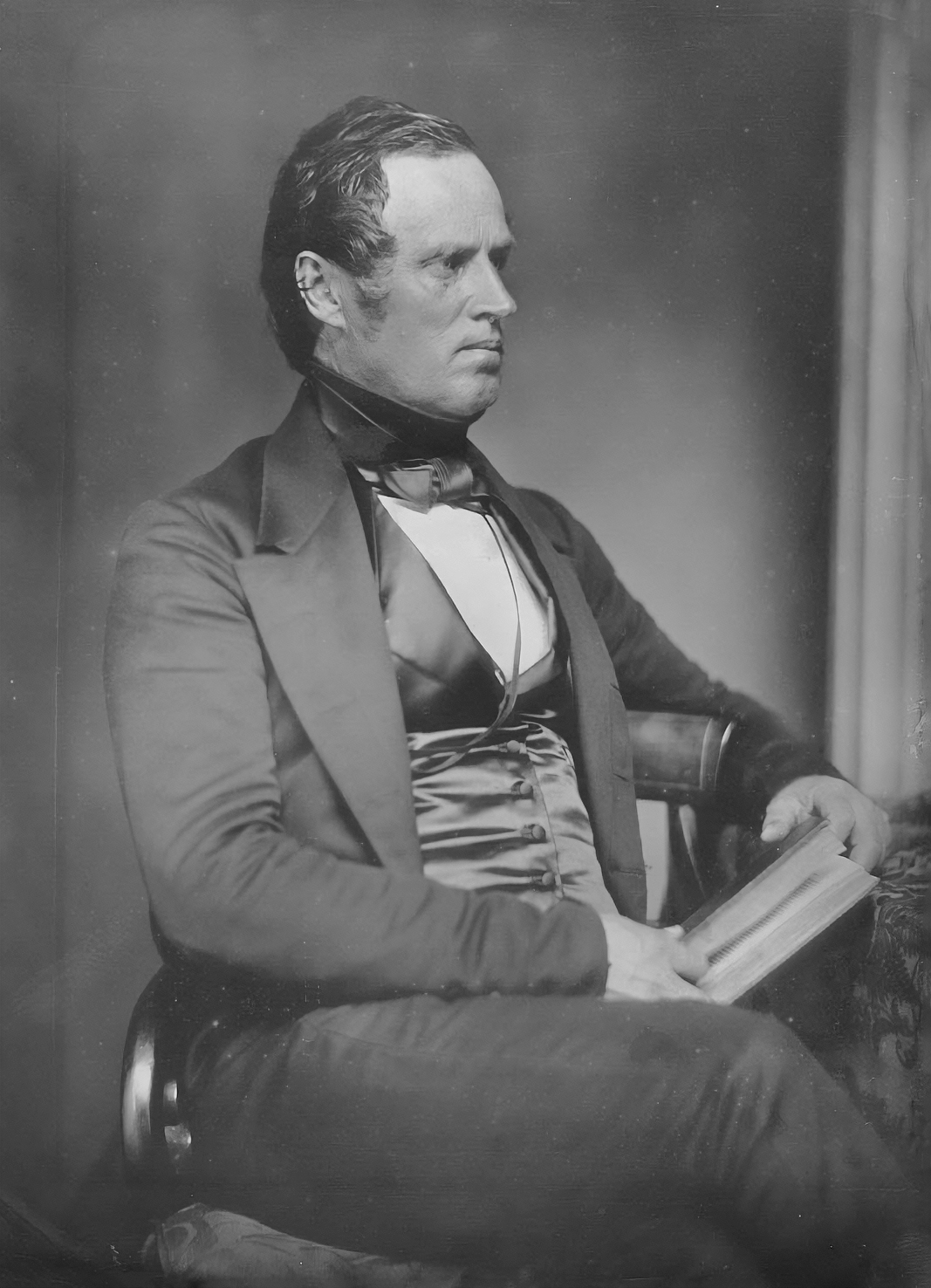
George N. Briggs derrotó a Morton en las elecciones de 1843.

Con una legislatura hostil dominada por los Whig, la agenda de reformas de Morton no llegó a ninguna parte. Se rechazaron propuestas como reducciones en el impuesto de capitación y el número de delitos capitales, pero los demócratas lograron introducir cierta disciplina fiscal y produjeron el primer superávit presupuestario en unos pocos años. Los whigs atacaron sus propuestas como una mala política económica y se reagruparon para concentrarse en derrotarla en 1840. Convencieron a John Davis de regresar del Senado de los Estados Unidos para correr contra él y Morton fue derrotado por un amplio margen. Logró algunas ganancias en la revancha de 1841. En 1842, el candidato del Partido de la Libertad, un partido abolicionista, obtuvo suficientes votos para enviar las elecciones a la legislatura estatal. Debido a la tercera parte, también había una gran cantidad de escaños en el Senado estatal que elegirían al ganador. El Partido de la Libertad esperaba usar su posición en el equilibrio de poder para controlar el resultado, pero un solo desertor Whig en la votación para ocupar el Senado condujo a una mayoría demócrata en la cámara. El Senado eligió a Morton como gobernador.
Morton una vez más pidió una serie de reformas, repitiendo las de 1840 e incluyendo una propuesta para transferir la carga tributaria de los bienes inmuebles a la propiedad personal. Fue criticado por los whigs por omitir cualquier mención de esclavitud en su discurso inaugural. Durante su mandato, los líderes de los diversos grupos demócratas no estuvieron de acuerdo sobre los nombramientos de ejecutivos y partidos y la muerte del presidente William Henry Harrison, poco después de asumir el cargo, trajo nuevas diferencias entre los partidos, ya que los posibles candidatos a la presidencia podrían solicitar el apoyo del estado. Como resultado, gran parte de la agenda de reformas no se ha implementado en absoluto, o solo mínimamente, a pesar de una mayoría de coalición nominal de Libertad Democrática en la legislatura. George Bancroft lamentó la oportunidad perdida: "Nunca ha habido una fiesta con una apertura mejor que la nuestra en Massachusetts, si todos se hubieran beneficiado de nuestra posición. Pero no tendrán".
En las elecciones de 1843, Morton se enfrentó a George N. Briggs, un abogado whig del condado rural de Berkshire, que fue elegido para combatir la atracción de Morton hacia los votantes rurales. El candidato de Freedom nuevamente ganó suficientes votos para negarle a Briggs (quien obtuvo una mayoría de 3000 votos) o Morton la mayoría, y la elección fue enviada a la legislatura. La legislatura volvió al control de los whigs y, por lo tanto, eligió a Briggs. Los whigs rápidamente deshicieron la mayoría de las pocas reformas que se promulgaron durante el mandato de Morton.

## Últimos años
Después de su derrota en 1843, Morton finalmente decidió dejar de postularse para gobernador, renunciando en 1844 a favor de George Bancroft. En septiembre de 1844, viajó a la vecina Rhode Island, donde agitó la liberación de Thomas Wilson Dorr, el líder de la rebelión de Dorr que había sido condenado a trabajos forzados. Las simpatías Demócratas por Dorr fueron utilizadas como municiones contra ellos por los Whigs en las siguientes elecciones.

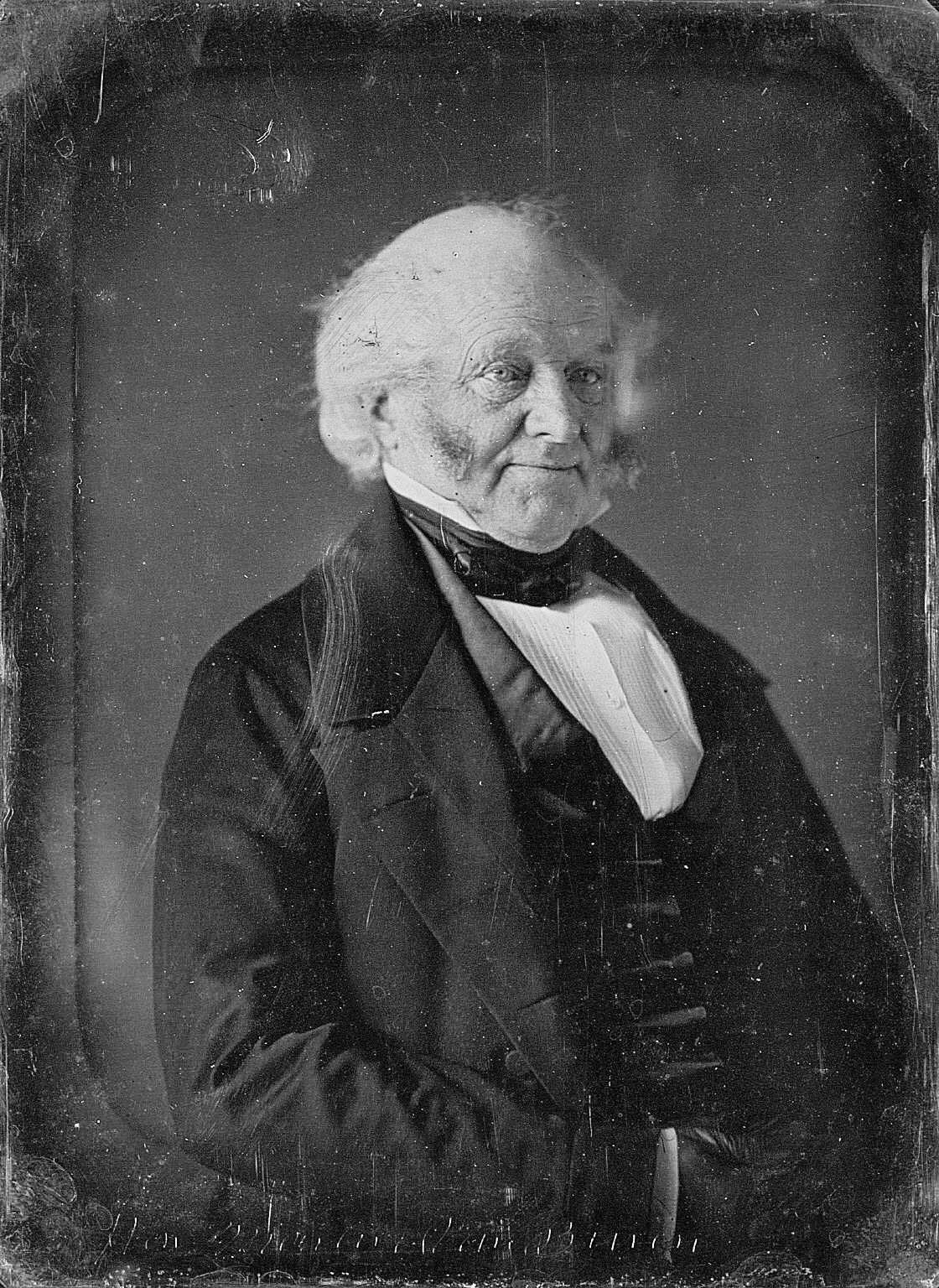
Daguerrotipo por Mathew Brady de Martin Van Buren, circa 1849

En 1845, el presidente James K. Polk designó a Morton como un cobrador portuario de Boston; ejercido cuatro años. La aprobación de su nominación en el Senado de los Estados Unidos. Se ha vuelto algo controvertida, ya que los senadores del sur se opusieron a él debido a declaraciones anteriores que había hecho en contra de la esclavitud. Incluso antes de que se aprobara su nominación, comenzó a usar la posición políticamente importante en un esfuerzo por alinear a los miembros del estado más de acuerdo con su visión, pero solo logró ampliar los desacuerdos existentes en la organización del partido. La división resultó en un retraso en su confirmación debido a intrigas políticas del grupo Henshaw y causó una ruptura permanente en las relaciones políticas entre Morton y Bancroft. Después de una amarga convención estatal en 1847 (en la que el grupo Henshaw se negó a permitir problemas de plataforma que se opusieran a la esclavitud), Morton dejó el partido por el creciente movimiento Solo Free. Morton se negaría a apoyar a la coalición Demócrata Solo Libre, que en 1850 vio la elección del demócrata George S. Boutwell como gobernador y el Solo Libre Charles Sumner como senador de los Estados Unidos.
En 1848, Morton fue invitado por Martin Van Buren para postularse como candidato a la vicepresidencia en la lista Suelo Libre. Morton se negó, argumentando que Van Buren (un neoyorquino) necesitaba diversidad geográfica. Van Buren finalmente eligió a Henry Dodge de Wisconsin, pero la convención del partido eligió a Charles Francis Adams de Massachusetts. Morton hizo campaña por Van Buren, quien terminó tercero.
Morton era un representante de la Convención Constitucional de Massachusetts de 1853 y fue elegido miembro de la Cámara de Representantes Libres de Massachusetts en 1858 con un mandato.

## Muerte y legado
Morton murió en su casa en Taunton en 1864 y fue enterrado en el cementerio Mount Pleasant. Su hogar en Taunton más tarde se convirtió en el edificio original del Hospital y Centro Médico Morton. Fue demolido en la década de 1960 durante la expansión del hospital. Su hijo, también llamado Marcus, lo siguió a la corte suprema del estado, eventualmente sirviendo como Presidente del Tribunal Supremo. Su hija, Frances, fue la madre del novelista Octave Thanet.